# 24 Vision
24 Vision var ett TV-program i Sveriges Television. Programmet bestod av textnyheter och bilder som automatiskt fördes över från SVT:s hemsida samt SVT:s text-TV. Programmet användes som utfyllnad först mellan programmen i SVT24 och senare nattnyheterna i SVT2.

## Historik
Programmet startade i februari 2003 och ersatte Text-TV-sändningarna i SVT24. SVT24 hade visat Text-TV-nyheter när man inte hade andra program i sändning sedan kanalen startades 1999. Det var dock inte första gången text-TV sändes ut som ordinarie TV-bild. Under större delen av 1980-talet sände TV2 tio minuter text-TV-nyheter vid programstart och programslut, med start i januari 1981.
24 Vision var en vidareutveckling av text-TV-sändningarna, med bilder och ny grafik. Det var främst avsett att sändas i SVT24 på helger när inget annat visades. Vid starten sändes blandade nyheter hämtade från sidorna "Senaste Nytt", "Löpsedeln", "Inrikes" och "Utrikes" på svt.se samt väderkartor med tillhörande prognos. Senare på året förändrades 24 Vision för att även inkludera en rullande tablå och utökad väderinformation. Till en början var 24 Vision ljudlöst, men efter ett tag lades en ständigt rullande musik i bakgrunden.
I slutet av juni 2004 gjordes en omfattande förändring av 24 Vision med ett helt nytt gränssnitt och ny musik. Vädret flyttades till en rullande remsa i bildens nederkant och sportnyheter inkluderades i utbudet. Dessutom tillfogades en rad med de senaste rubrikerna. På denna rad visas ibland hur långt det är kvar till nästa tablåpunkt.
Vid slutet av november 2004 gjordes 24 Vision åter om och kom mer att likna en ständigt pågående nyhetssändning. Detta innebar att text-tv-texterna kom att varvas med video från SVT:s nyheter. I underkant rullar de senaste rubrikerna. Vädret utgjordes av en väderprognos med meteorolog.
Under 2005 tillkom ett antal funktioner, bland annat kunde 24 vision nu spela upp repriser och visa världsvädret på en 3D-glob med timaktuella temperaturer, dag- och nattskugga som tog hänsyn till årstid (man kunde se midnattssolen ovanför polcirkeln på sommaren). Videoklippen togs senare bort ur programmet. Programmet blev också ljudlöst.
SVT24 utvecklades över tid från en nyhetskanal till en repriskanal, undantaget nattetid då man fortfarande sände nyheter, repriser av regionala nyheter och 24 Vision.
24 vision gick med tiden över till formatet 16:9 och renderades i realtid i OpenGL på en PC med mjukvara från Vizrt.
I augusti 2013 flyttades SVT24:s nattnyheter, inklusive 24 Vision, från SVT24 till SVT2. 24 Vision fortsatte som utfyllnadsprogram i SVT2:s nattablå fram till 2017.